# ستاره‌‌چرخان‌سانان
ستاره‌چرخان‌سانان (به لاتین: Isocrinida) یک راسته از نیلوفرهای دریایی است که شامل چهار خانواده موجود است.
- زیرراسته Isocrinina Sieverts-Doreck، 1952
  - خانواده Cainocrinidae Simms، 1988 -- دارای ۱ سرده (۱ گونه)
  - خانواده Isocrinidae Gislén، 1924 -- دارای ۳ سرده (۳ گونه)
  - خانواده Isselicrinidae Klikushkin، 1977 -- دارای ۴ سرده (۱۸ گونه)
  - خانواده Proisocrinidae Rasmussen، 1978 -- دارای ۱ سرده (۱ گونه)
- زیرراسته Pentacrinitina Grey، 1842 †
  - خانواده Pentacrinitidae Grey، 1842 †

## نگارخانه

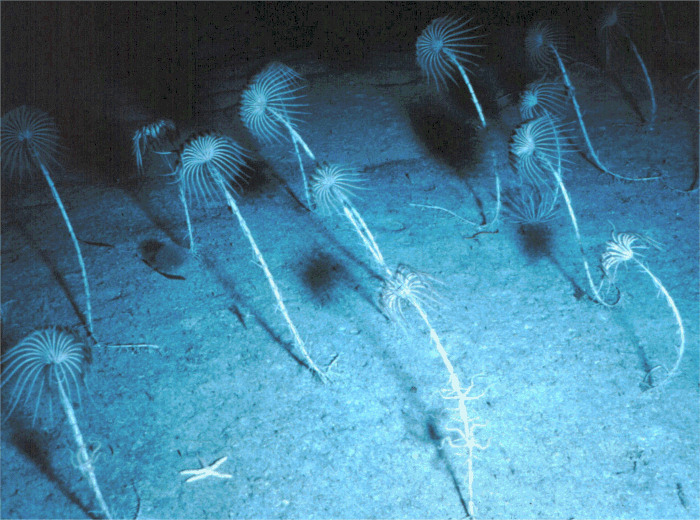
Neocrinus decorus (Isocrinidae)
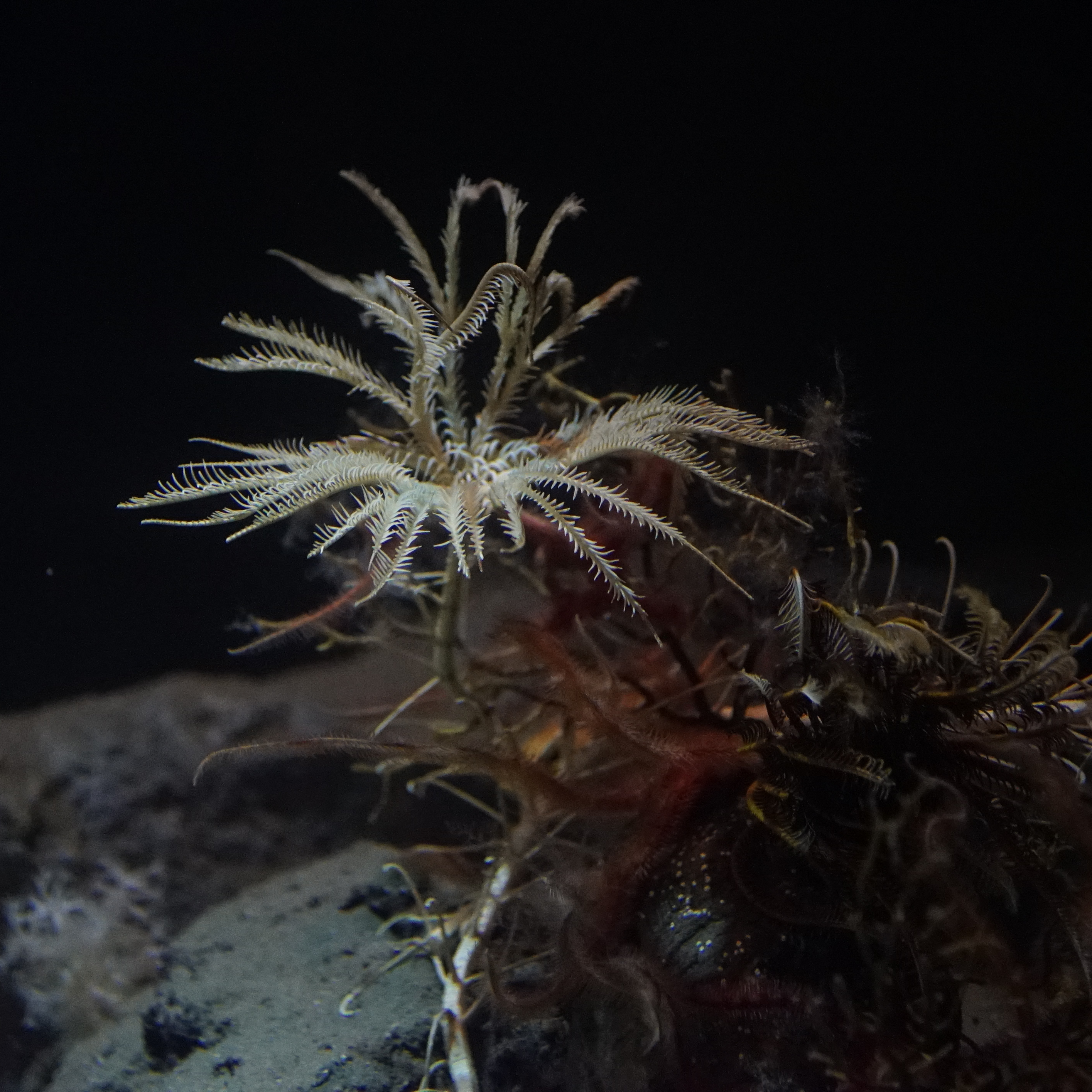
Metacrinus rotundus (Isselicrinidae)
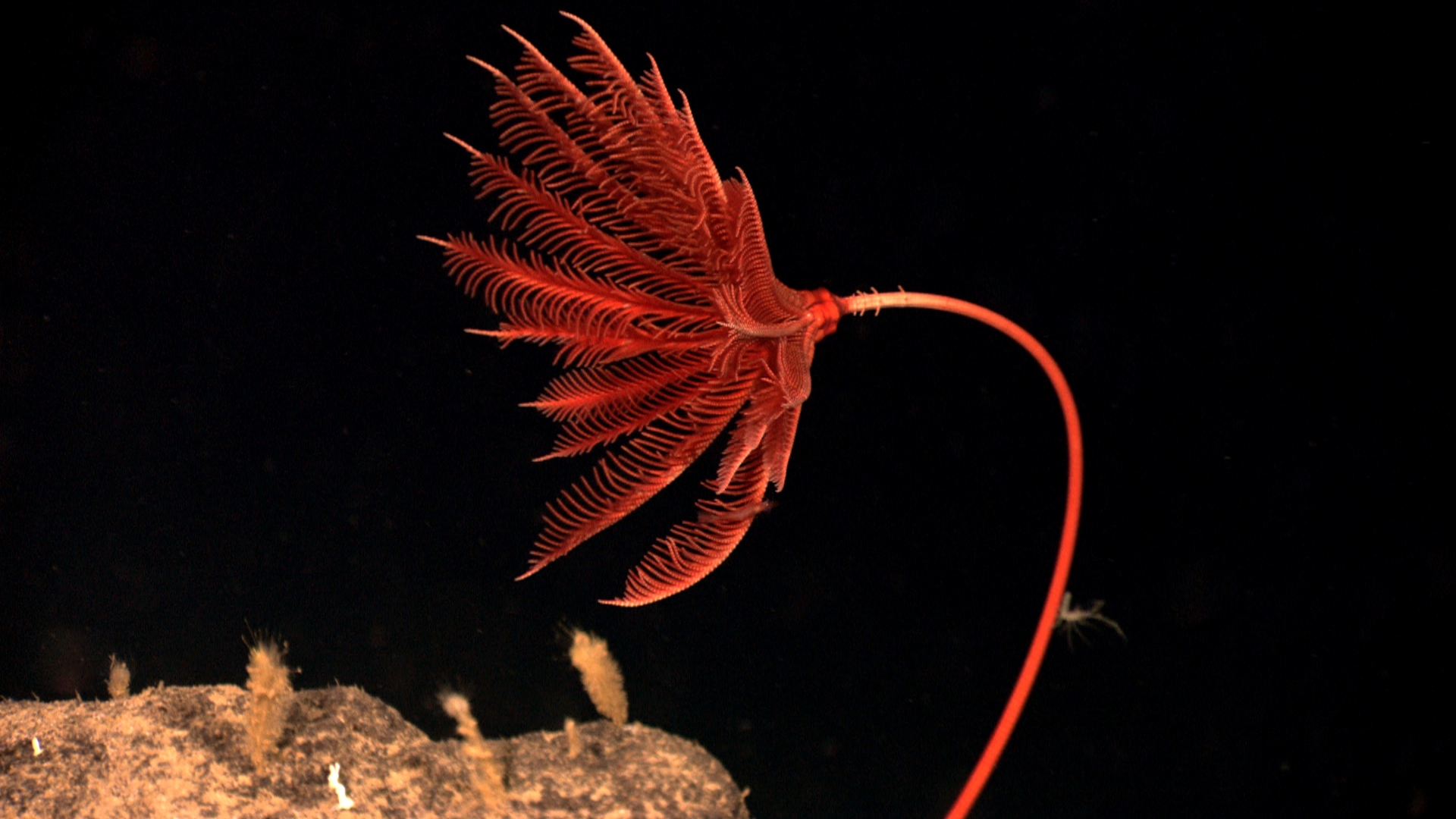
Proisocrinus ruberrimus (Proisocrinidae)
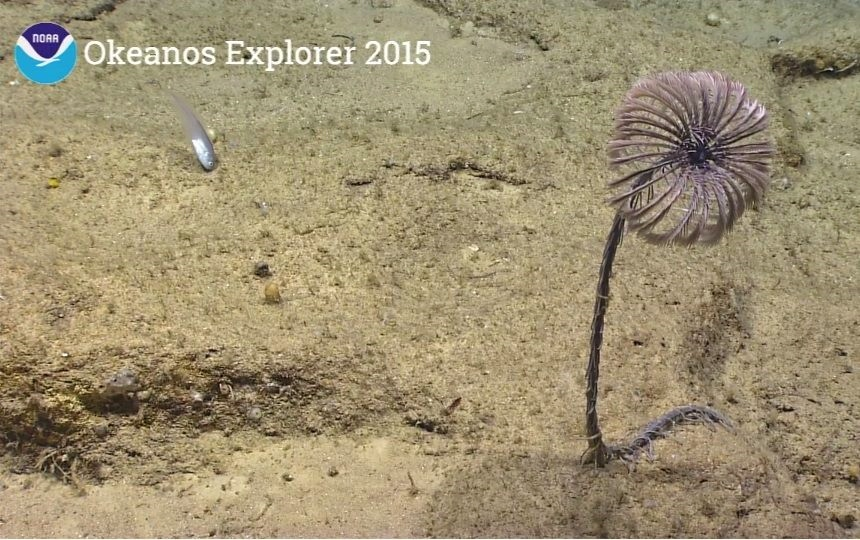
Endoxocrinus sp.
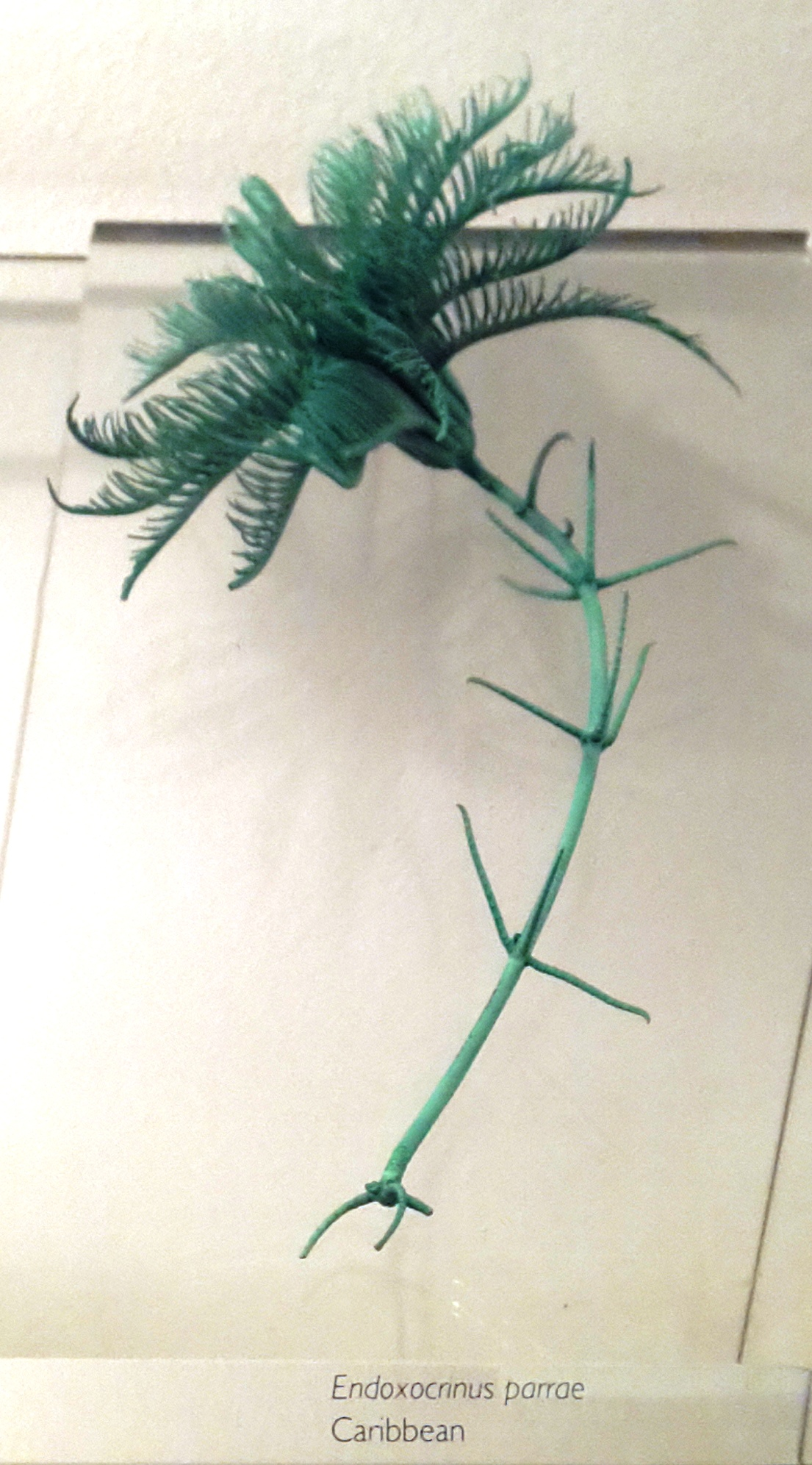
Endoxocrinus parrae
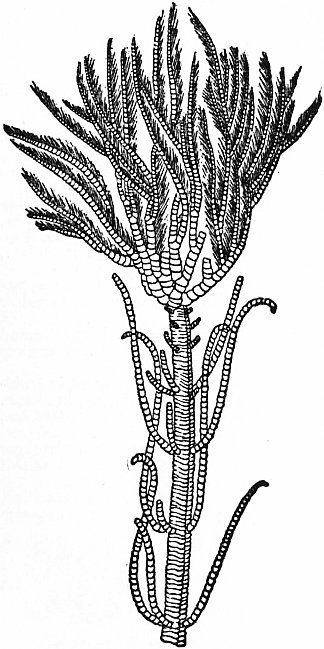
Isocrinus asteria